# Betalaină

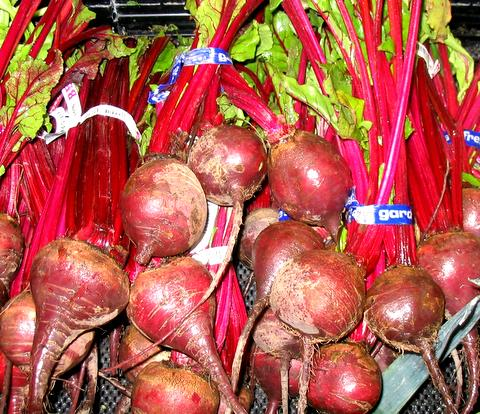
Culoarea roșie a sfeclei este dată de betalaine.

Betalainele alcătuiesc o clasă de pigmenți naturali derivați de la tirozină, roșii sau galbeni, regăsiți în plante în ordinul Caryophyllales în locul antocianinelor (care sunt cei mai frecvenți pigmenți vegetali). Betalainele se regăsesc și în anumite specii superioare de fungi. Se regăsesc majoritar în petalele florilor, dar pot colora și fructele, frunzele, tulpinile și rădăcinile plantelor (precum în sfeclă).
Funcția fiziologică exactă a betalainelor în plante este necunoscută, dar există dovezi că acești compuși acționează ca fungicide. Mai multe, betalainele au fost regăsite în florile fluorescente, dar rolul lor în acest caz este necunoscut.

## Clasificare
Există două categorii de betalaine:
- Betacianine - betalaine colorate în roșu până la violet. Exemple sunt: betanină, izobetanină, probetanină și neobetanină.
- Betaxantine - betalaine colorate în galben până la oranj. Exemple sunt: vulgaxantină, miraxantină, portulaxantină și indicaxantină.